# Liacarus alticola
Liacarus alticola är en kvalsterart som först beskrevs av P. Balogh 1984.  Liacarus alticola ingår i släktet Liacarus och familjen Liacaridae. Inga underarter finns listade i Catalogue of Life.